# عدن السوق (السبرة)

تعديل مصدري - تعديل

عدن السوق محلة تابعة لقرية الضلاع، التابعة لعزلة المساعدة بمديرية السبرة إحدى مديريات محافظة إب في الجمهورية اليمنية.، بلغ تعداد سكانها 92 حسب تعداد اليمن لعام 2004.